# Белковый микрочип
Белковый микрочип - технология, применяющаяся в молекулярной биологии. Белковый микрочип представляет собой твердую подложку (основание), на которую ковалентно пришиваются тысячи различных белков(антигены, антитела, ферменты и т.д.) в различных точках микрочипа. Каждый отдельный белок формирует область своей высокой концентрации на микрочипе. Данная технология очень схожа с технологией ДНК-микрочипа, только в качестве зондов выступают не молекулы одноцепочной ДНК, а белки.

### Типы белковых микрочипов
В настоящее время относительно широко используются три типа белковых микрочипов: аналитические, функциональные и обратно-фазовые микрочипы.

#### Аналитические микрочипы
Данные микрочипы обычно используются для профилирования сложной смеси белков: измерения сродства, специфичности, уровня экспрессии белка  в смеси. В данной методике библиотеки антител, аптамеров, антигенов наносятся на твердые подложки, составляющие основу микрочипа. Далее такой чип погружается в белковую смесь, для которую надо профилировать. Белковые микрочипы с использованием антител были наиболее распространенными в 00-х годах 21 века. Аналитические микрочипы могут быть использованы для поисков дифференциальной экспрессии и в клинической диагностике. В качестве примера можно привести сравнение здоровых и больных тканей, а также ответ ткани на изменение условий окружающей среды.

#### Функциональные микрочипы
Данный тип микрочипов отличается от аналитических тем, что на твердом основании располагаются полностью функциональные белки или домены, а не аналитическая триада (антитела, аптамеры, антигены). Такие микрочипы позволяют анализировать биохимическую активность целого протеома в единственном эксперименте. Кроме того используются для изучения многочисленных взаимодействий белков с другими белками, ДНК, РНК, липидами, низкомолекулярными лигандами.

#### Обратно-фазовые микрочипы (ОФМ)
При изготовлении микрочипов данного типа клетки, изолированные из разных тканей подвергаются лизису. Лизат наносится на нитроцеллюлозную мембрану при помощи специальной машины - формируя микрочип, Затем каждая ячейка полученного микрочипа анализируется разными антителами против интересующего белка. Данный тип микрочипов позволяет обнаружить белки, или их конформационные изменения, которые появляются только во время определенных болезней.